# Tilloy-lès-Conty
Tilloy-lès-Conty (picardisch: Tiloé-lès-Conty) ist eine Commune déléguée in der nordfranzösischen Gemeinde Ô-de-Selle  mit 253 Einwohnern (Stand 1. Januar 2022) im Département Somme in der Region Hauts-de-France.
Die Gemeinde Tilloy-lès-Conty wurde am 1. Januar 2019 mit Neuville-lès-Lœuilly und Lœuilly zur Commune nouvelle Ô-de-Selle zusammengeschlossen. Sie hat seither den Status einer Commune déléguée. Die Gemeinde Tilloy-lès-Conty gehörte zum Arrondissement Amiens und zum Kanton Ailly-sur-Noye.

## Geographie
Die Gemeinde liegt rund zweieinhalb Kilometer nordöstlich von Conty und wird im Westen durch das Tal der Selle begrenzt. Eine Brücke verbindet sie mit dem Ortsteil Wailly von Conty.

## Einwohner
| 1962 | 1968 | 1975 | 1982 | 1990 | 1999 | 2006 | 2010 |
| ---- | ---- | ---- | ---- | ---- | ---- | ---- | ---- |
| 214  | 217  | 176  | 196  | 220  | 228  | 245  | 262  |

## Sehenswürdigkeiten
- Kirche Notre-Dame aus dem 18. Jahrhundert
- Schloss, ehemals Gut der Familie Croÿ, mit Gärten, seit 2004 als Monument historique eingetragen (Base Mérimée PA80000047)

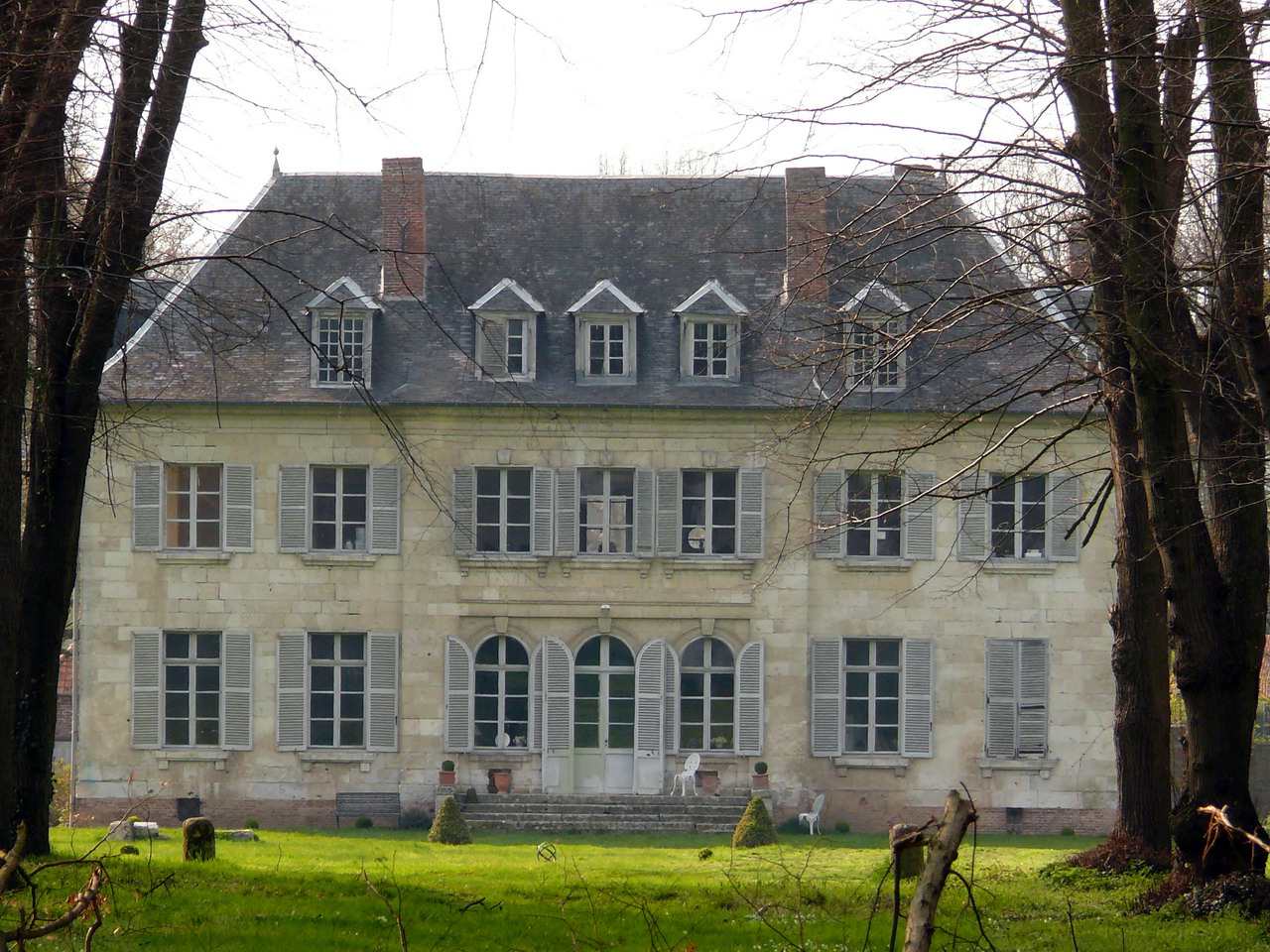
Ostfassade des Schlosses

- Pic-Vert-Gärten